# Antonino Solarino
Antonino Solarino, detto Tonino (Ispica, 25 maggio 1961), è un politico italiano.

## Biografia
Fu eletto consigliere della Provincia di Ragusa con il Partito Popolare Italiano nel 1994, ricoprendo anche la carica di presidente del consiglio provinciale dal luglio 1994 al maggio 1996; nel 1998 è nuovamente rieletto alla provincia.
Confluito alla Margherita nel 2002, fu candidato sindaco di Ragusa alle comunali del 2003 alla guida di una coalizione di centro-sinistra. Fu eletto sindaco al secondo turno con il 54,23% dei voti contro il primo cittadino uscente Domenico Arezzo. Durante il mandato si verificò una crisi di governo, che comportò dimissioni di massa, rimpasti di giunta e l'incrinamento dei rapporti con gli alleati dei Democratici di Sinistra di Peppe Antonio Calabrese; rassegnate le dimissioni, il 18 novembre 2005 il comune viene commissariato con la nomina prefettizia di Ernesto Bianca.
Con lo scioglimento della Margherita, Solarino decise di non iscriversi al neonato Partito Democratico, nonostante in un primo momento ne fosse rimasto nell'orbita politica. Si iscriverà solo nel 2018, ma soltanto per pochi mesi, uscendone già nel febbraio 2019.
Nel 2020, aderisce a Democrazia Solidale, venendo eletto presidente regionale per la circoscrizione Sicilia.